# 西弗 (伊利諾伊州)
西弗（英語：Civer）是位於美國伊利諾伊州富爾頓縣的一個鬼鎮。由於此地已於19世紀被荒廢，本地已無人居住。

## 地理
西弗的座標為40°31′27″N 90°06′27″W / 40.52417°N 90.10750°W，而該地的平均海拔高度為207米（即679英尺）。